# فرودگاه آدلاید
فرودگاه آدلاید (به انگلیسی: Adelaide Airport) یک فرودگاه همگانی مسافربری با کد یاتا ADL است که یک باند فرود آسفالت دارد و طول باند آن ۳۱۰۰ متر است. این فرودگاه در شهر آدلاید کشور استرالیا قرار دارد و در ارتفاع ۶ متری از سطح دریا واقع شده‌است.

## شرکت‌های هواپیمایی و مقصدهای پروازی

### مسافری
| شرکت‌های هواپیمایی                                       | مقصدهای پروازی | Refs. |
| ------------------------------------------------------- | --- | ----- |
| ایر نیوزیلند                                            | اوکلند |       |
| الیانس ایرلاینز                                         | Ballera, Moomba, المپیک دم Mining Charter: کوبر پدی، پورت آگوستا، پرامیننت هیل                                                |       |
| کاتای پاسیفیک                                           | هنگ کنگ |       |
| هواپیمایی جنوبی چین                                     | بایون گوآنگجو |       |
| هواپیمایی امارات                                        | دوبی |       |
| فیجی ایرویز                                             | نادی |       |
| جت‌استار                                                 | اولان، بریزبن، کنز، داروین، انگوراه رای، گولد کوست، هوبارت (برقراری مجدد از ۱۴ نوامبر ۲۰۱۷)، ملبورن، پرث، سانشاین کوست، سیدنی |       |
| مالزی ایرلاینز                                          | کوالالامپور |       |
| پل-ایر                                                  | Mining Charter: Jacinth-Ambrosia Mine                                                                                         |       |
| کانتاس                                                  | آلیس اسپرینگز، بریزبن، کانبرا، داروین، ملبورن، پرث، سیدنی                                                                     |       |
| کانتاس‌لینک اجرا توسط Cobham Aviation Services Australia | بریزبن، پرث، سیدنی |       |
| کانتاس‌لینک اجرا توسط ایسترن استرالیا ایرلاینز           | کینگ اسکات (برقراری مجدد از ۴ دسامبر ۲۰۱۷)، پورت لینکولن، وایالا،                                                             |       |
| هواپیمایی قطر                                           | حمد |       |
| رجیونال اکسپرس ایرلاینز                                 | بروکن هیل، سدونا، کوبر پدی، کینگ اسکات، میلدورا، ماونت گمبیر، پورت آگوستا (آغاز از ۱۱ سپتامبر ۲۰۱۷)، پورت لینکولن، وایالا     |       |
| راس‌ایر                                                  | Mining Charter: Ballera, Challenger, Moomba (all flights suspended)                                                           |       |
| شارپ ایرلاینز                                           | Mining Charter: Beverley Uranium Mine, Honeymoon Uranium Mine, Leigh Creek, Moomba، پرامیننت هیل                              |       |
| سنگاپور ایرلاینز                                        | چانگی سنگاپور |       |
| Tigerair Australia                                      | بریزبن، ملبورن، سیدنی |       |
| ویرجین استرالیا                                         | آلیس اسپرینگز، بریزبن، کانبرا، گولد کوست، ملبورن، پرث، سیدنی                                                                  |       |

Notes

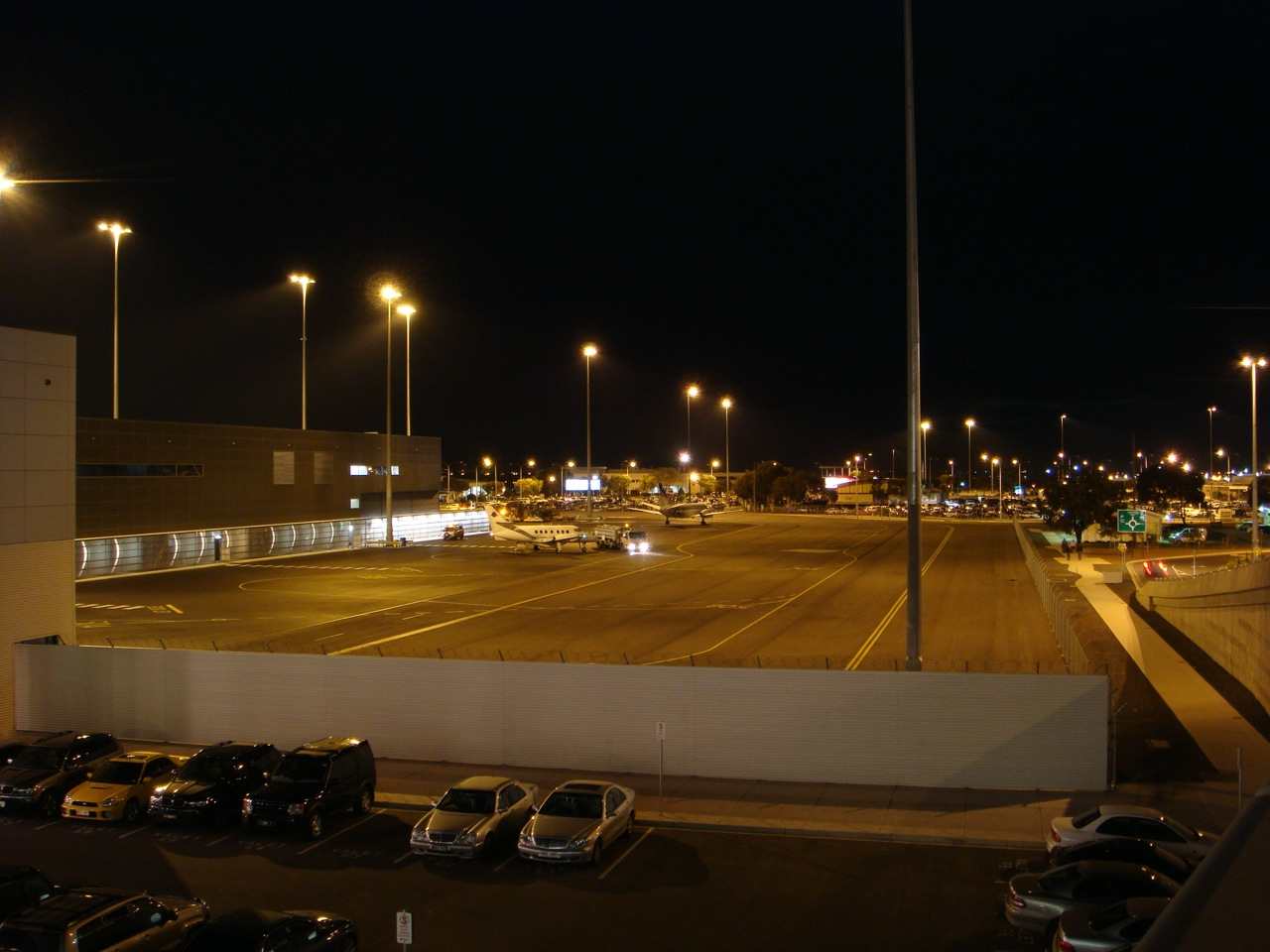
The tarmac of the regional Gate 50

- ^ China Southern began services to Adelaide on ۱۳ دسامبر ۲۰۱۶.[۱۶]
- ^ Qatar Airways began services to Adelaide on ۴ مه ۲۰۱۷.[۱۷]

### باری
| شرکت‌های هواپیمایی                                | مقصدهای پروازی               |
| ------------------------------------------------ | ---------------------------- |
| Australian air Express اجرا توسط Cobham          | ملبورن، سیدنی                |
| کاتای پاسیفیک                                    | هنگ کنگ                      |
| امارات اسکای‌کارگو اجرا توسط اطلس ایر             | دوبی                         |
| ام‌ای‌اس کارگو                                     | کوالالامپور، سیدنی           |
| کانتاس فرایت                                     | سیدنی، ملبورن، چانگی سنگاپور |
| کانتاس فرایت اجرا توسط اطلس ایر                  | چانگی سنگاپور                |
| سنگاپور ایرلاینز کارگو                           | چانگی سنگاپور                |
| Toll Priority اجرا توسط پل-ایر and Toll Aviation | ملبورن، پرث، سیدنی، کانبرا   |